# Thiratoscirtus torquatus
Thiratoscirtus torquatus là một loài nhện trong họ Salticidae.
Loài này thuộc chi Thiratoscirtus. Thiratoscirtus torquatus được Eugène Simon miêu tả năm 1903.